# L.H.O.O.Q.
L.H.O.O.Q. – ready-made autorstwa Marcela Duchampa z 1919 roku.

## Opis
Jesienią 1919 roku Marcel Duchamp kupił w sklepie na Rue Rivoli w Paryżu tanią reprodukcję obrazu Mona Lisa Leonarda da Vinci, po czym domalował jej czarne wąsy z podkręconymi końcówkami oraz kozią bródkę. Obraz podpisał skrótowcem L.H.O.O.Q., który sam w sobie nic nie znaczy, ale wypowiedziany na głos brzmi jak zdanie w języku francuskim: elle a chaud au cul, które można przetłumaczyć jako: jest gorąca w dupie albo ma gorący tyłek. Z biegiem lat powstały alternatywne rozwiązania skrótowca, np. angielskie słowo Look (wg Lawrence'a D. Steefela). Sam autor proponował tłumaczyć go jako: Na dole jest ogień. Biograf Duchampa, Calvin Tomkins określa L.H.O.O.Q. jako tzw. wsparte ready-made, tzn. takie, które wymagało niewielkiej interwencji w strukturę dzieła, tak jak Koło rowerowe, a w przeciwieństwie do np. Suszarki do butelek czy W przewidywaniu złamanej ręki.

## Status dzieła
Calvin Tomkins zgłasza wątpliwości, czy L.H.O.O.Q. w ogóle można nazwać dziełem sztuki. W toku pracy nad biografią Duchampa zrozumiał, że od 1918 roku artysta de facto wycofał się z działalności artystycznej, tak jak i w ogóle z życia publicznego. Do uprawiania sztuki powróci dopiero w latach 30. Chociaż oficjalną decyzję o zawieszeniu swojej kariery Duchamp ogłosił dopiero w 1923 roku, to już L.H.O.O.Q. było zdaniem Tomkinsa (jak również samego artysty) niczym więcej jak żartem, pozbawionym wartości artystycznej albo myśli. Tomkins twierdzi, że dopiero w latach 60., wraz z ponownym odkryciem Duchampa, zaczęto postrzegać wszystko co kiedykolwiek zrobił lub powiedział za przejaw geniuszu. Marcel Duchamp zacznie postrzegać swoje ready-made w nowym świetle pod koniec lat 30., kiedy uświadomi sobie własną drogę rozwoju artystycznego. W tym czasie zacznie produkować Pudełka-w-walizce, będące czymś w rodzaju przenośnej galerii z reprodukcjami i miniaturami jego własnych dzieł. Znajdzie się w nim miejsce także dla Madonny z wąsami.

## Kontekst, interpretacja
Marcel Duchamp śledził poczynania dadaistów w Zurychu. Historycy sztuki identyfikują go jako dadaistę, aczkolwiek on sam nie czuł przynależności do żadnego zorganizowanego ruchu. Nie mniej, idea ośmieszenia najbardziej znanego dzieła sztuki europejskiej wyrosła wprost z kręgu dada. Artyści awangardowi dążyli do zaprzeczenia dokonaniom wielowiekowiej historii sztuki. Historyk sztuki Donald Kuspit proponuje bardziej dosadną interpretację dzieła. Według niego Duchamp odziera Giocondę z godności, sprowadzając ją do roli kolejnej dziwki, która uśmiecha się na myśl o tym, że będzie pieprzona, albo bardziej prawdopodobne, że będzie się masturbować. Badaczka Duchampa, Kristina Seekamp zaleca ostrożność w tak daleko posuniętych interpretacjach dzieła. 
W 1919 roku nastąpił wzrost zainteresowania działalnością Leonarda da Vinci jak i samą La Gioconda. Z okazji 400. rocznicy śmierci poświęcono artyście liczne publikacje i wystawy. Parę miesięcy wcześniej zmarł francuski poeta awangardowy Guillaume Apollinaire, który w 1911 roku spędził tydzień w areszcie jako główny podejrzany w sprawie kradzieży Mona Lisy, która wróciła do Luwru po dwóch latach. Apollinaire natychmiast po śmierci stał się obiektem zainteresowania życia publicznego i bohaterem wielu wystaw, przy okazji której wspominano jego wątek w śledztwie ws. słynnej kradzieży. Zdaniem Seekamp, ready-made mogło być swoistym hołdem oddanym Apollinaire'mu, który dla Duchampa był przyjacielem i mentorem. Parodia Giocondy autorstwa Duchampa jeszcze bardziej wzmożyła zainteresowania oryginalnym obrazem. Sam Duchamp w wywiadzie z Calvinem Tomkinsem porównał swój gest do dziecięcego przyczerniania zębów postaciom na plakatach.
Duchamp swoim gestem ujawił androgyniczność bohaterki Mona Lisy, przedstawianą w kulturze zachodniej jako piękna. W innym wywiadzie autor opisywał, że po domalowaniu jej zarostu, gdy patrzysz na Monę Lisę, staje się... prawdziwym mężczyzną. To nie kobieta przebrana za mężczyznę; to prawdziwy mężczyzna. Jednocześnie przyznał, że dokonał tego odkrycia nieświadomie. Duchamp konsekwentnie pogłębiał swoje zainteresowanie kobiecą stroną własnej natury. W 1920 roku stworzył swoje transseksualne alter ego, panią Rose Sélavy, którym posługiwał się aż do 1941 roku.
L.H.O.O.Q. wywołało liczne porównania między mistrzem renesansu a współczesnym artystą Marcelem Duchampem. W toku tych porównań odkryto, że obydwu geniuszy łączą podobne zainteresowania, takie jak systemy matematyczne, mechanika, optyka czy perspektywa. Leonardo da Vinci miał powiedzieć, że sztuka nie powinna być jedynie wizualnym doświadczeniem, ale rzeczą umysłu. Dokładnie tę ideę wcielił w 400 lat później Marcel Duchamp. Calvin Tomkins zaznacza jednak, że porównania te są dość jałowe - każdy z nich korzystał ze środków, jakie były możliwe w ich czasie, zatem da Vinci nigdy nie stworzyłby czegoś podobnego do L.H.O.O.Q..

## Znaczenie i repliki
Zdaniem historyka sztuki Juana Antonia Ramíreza, do którego przychyla się Kristina Seekamp, L.H.O.O.Q. to najbardziej znane ready-made Duchampa. Kolejni artyści wykonywali własną wersję żartu. W 1920 roku Francis Picabia próbował odtworzyć L.H.O.O.Q. z pamięci na potrzeby okładki wydawanego przez siebie pisma 391, jednakże zapomniał domalować kozią bródkę. W 1954 roku Salvador Dalí namalował z kolei Autoportret jako Mona Lisa. Sam pomysł na sparodiowanie Mona Lisy był realizowany już wcześniej. W 1887 roku francuski artysta Eugène Bataille zamieścił taką parodię pt. Mona Lisa z fajką w magazynie Le Rire. 
Duchamp zachował oryginalną pracę aż do 1954 roku, kiedy to sprzedał ją wraz z Czekiem Tzancka Patricii Matisse. Przez kolejne lata pozostawała w kolekcjach prywatnych. W 1975 roku Ulf Linde podarował ją Moderna Museet w Sztokholmie (nr inw. MOM/2002/324). Jego pierwsza reprodukcja powstała już w 1920 roku. W 1930 roku powstała kolejna, która dziś znajduje się w rękach prywatnych. Sam autor wykonał własnoręcznie replikę L.H.O.O.Q. w 1940 roku, która w 1981 roku została skradziona. Następne repliki wykonano w latach 1958 (dla Antonia Tàpiesa, Barcelona), 1960 (dla Dorothy Tanning, Nowy Jork) i 1964 (dla Artura Schwarza, obecnie eksponowana w ramach Galerii Schwarz w Mediolanie). Współcześnie reprodukcje L.H.O.O.Q. są eksponowane m.in. w Norton Simon Museum (1964, nr inw. P.1969.094), The Israel Museum (1964, nr inw. B99.0575) czy Staatliches Museum Schwerin. 

### Ogolona L.H.O.O.Q.
W 1965 roku Duchamp został poproszony o zaprojektowanie zaproszenia na własną wystawę retrospektywną w Nowym Jorku. Umieścił na niej reprodukcję obrazu Mona Lisa bez dorysowanych wąsów i podpisał jako rasée L.H.O.O.Q. (ogolona L.H.O.O.Q.). Te wtórne ready-made jest deponowane w Museum Boijmans Van Beuningen w Rotterdamie, a jego kopie posiadają m.in. Museum of Modern Art (1965, jako: L.H.O.O.Q. Ogolona, nr inw. 506.1970) i Philadelphia Museum of Art (1965, także z podtytułem ogolona, nr inw. 2018-90-6). Oprócz dotychczasowych znaczeń oryginalnego dzieła, te interpretowane jest także jako wyraz autoironii Marcela Duchampa wobec własnego sukcesu.